# Filmregisseur

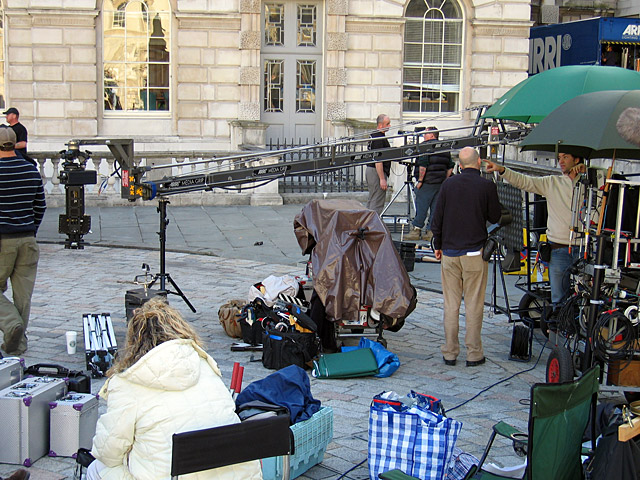
Een filmploeg waar de filmregisseur deel van uitmaakt.

Een filmregisseur is de persoon die verantwoordelijk is voor de totale uitvoering van een filmproject en wordt in Europa ook vaak gezien als de "maker" van de film, zoals de auteur van een boek. De regisseur is echter alleen de artistiek leider van het filmproces en zal altijd een producent naast zich hebben voor de financiële en organisatorische kant van het proces.

## Functie
Een regisseur kan een film maken in opdracht van;
- een filmproductiemaatschappij voor het maken van een bioscoopfilm;
- een televisiebedrijf (voor het maken van een televisiefilm);
- zichzelf (de zogenaamde vrije producties). Vrije producties komen in de praktijk bijna niet voor. Deze worden dan door zijn eigen filmproductiemaatschappij gemaakt. Ook al steekt hij er dus privégeld in. Hij wordt feitelijk gezien als geldschieter/grootaandeelhouder van de productie. Hoe groter de aandeelhouder hoe groter de invloed. Maar meestal werkt een regisseur samen met een filmproducent.

## Taakinvulling
De regisseur is intensief betrokken bij, of verantwoordelijk voor:
- de interpretatie van het scenario (sommige regisseurs schrijven zelf een scenario),
- de keuze voor de stijl en techniek van het filmen (gedelegeerd aan respectievelijk de production designer en de director of photography)
- het maken van een storyboard
- de casting (het uitkiezen van de acteurs en de rolverdeling), (gedelegeerd aan de castingdirector)
- het maken van een draaiboek. In het draaiboek staan de aanwijzingen wat iedereen moet doen en wanneer. Dit wordt per scène opgemaakt, in de mate van het nodige.
- aansturing van de filmacteurs,
- de samenstelling van zijn filmcrew, (gedelegeerd aan de productieleider)
- de aansturing over de filmlocaties, filmset, decorbouw, rekwisieten, kostumering, grimering, (gedelegeerd aan de artdirector)
- aansturing van de technische realisatie, (gedelegeerd aan de director of photography)
- aansturing van de eindmontage van het gefilmde materiaal, (gedelegeerd aan de cutter of editor)
- aansturing van de keuze van de muziek (die al dan niet in zijn opdracht speciaal is gecomponeerd)
- begeleiding van de post-productie of filmnabewerking, waaronder de geluidsnabewerking.

Bij veel aspecten overlegt de regisseur met de filmproducent, zowel in het voortraject, als tijdens de opnamen. In de praktijk is de rol van een producent veel groter dan veel mensen denken. Een producent heeft ook vaak het laatste woord in het creatieve proces. Een film maken is een kostbare zaak, van vaak vele tientallen tot honderden miljoenen euro's. Een producent is namens de geldschieters verantwoordelijk voor het commerciële succes van een film.